# Campylopus taiwanensis
Campylopus taiwanensis là một loài Rêu trong họ Dicranaceae. Loài này được Sakurai mô tả khoa học đầu tiên năm 1941.